# Cuspidozetes armatus
Cuspidozetes armatus är en kvalsterart som beskrevs av Hammer 1962. Cuspidozetes armatus ingår i släktet Cuspidozetes och familjen Oribatellidae. Inga underarter finns listade i Catalogue of Life.